# 1. FC Delta Real Šumperk
Il 1. FC Delta Real Sumperk è una squadra ceca di calcio a 5 fondata a Šumperk nel 1995, e scioltasi nel 2014.